# Біксад (комуна, Сату-Маре)
Біксад (рум. Bixad) — комуна у повіті Сату-Маре в Румунії. До складу комуни входять такі села (дані про населення за 2002 рік):
- Бойнешть (1706 осіб)
- Біксад (2777 осіб) — адміністративний центр комуни
- Тріп (3061 особа)

Комуна розташована на відстані 440 км на північний захід від Бухареста, 40 км на схід від Сату-Маре, 129 км на північ від Клуж-Напоки.

## Населення
За даними перепису населення 2002 року у комуні проживали 7544 особи.
Національний склад населення комуни:
| Національність | Кількість осіб | Відсоток |
| -------------- | -------------- | -------- |
| румуни         | 7377           | 97,8%    |
| цигани         | 83             | 1,1%     |
| угорці         | 40             | 0,5%     |
| словаки        | 39             | 0,5%     |
| німці          | 3              | < 0,1%   |
| українці       | 2              | < 0,1%   |

Рідною мовою назвали:
| Мова       | Кількість осіб | Відсоток |
| ---------- | -------------- | -------- |
| румунська  | 7459           | 98,9%    |
| угорська   | 41             | 0,5%     |
| циганська  | 41             | 0,5%     |
| українська | 1              | < 0,1%   |
| німецька   | 1              | < 0,1%   |
| словацька  | 1              | < 0,1%   |

Склад населення комуни за віросповіданням:
| Релігія        | Кількість осіб | Відсоток |
| -------------- | -------------- | -------- |
| православні    | 6081           | 80,6%    |
| греко-католики | 1014           | 13,4%    |
| римо-католики  | 389            | 5,2%     |
| реформати      | 22             | 0,3%     |
| п'ятдесятники  | 5              | 0,1%     |
| баптисти       | 2              | < 0,1%   |
| адвентисти     | 1              | < 0,1%   |
| атеїсти        | 1              | < 0,1%   |

## Зовнішні посилання
- Дані про комуну Біксад на сайті Ghidul Primăriilor [Архівовано 21 жовтня 2012 у Wayback Machine.]